# EX-309
La carretera EX-309 es de titularidad de la Junta de Extremadura. Su categoría es local. Su denominación oficial es   EX-309 , de   N-432  a límite de provincia de Sevilla por Valverde de Llerena.